# Ytstridsflottilj
En ytstridsflottilj består (i Sverige) av följande båtar;
- Korvetter
- Robotbåtar (endast 3:e)
- Patrullbåtar (endast 3:e)
- Lag o stabsfartyg

Uppgifter;
- Ubåtsjakt
- Ytstrid (strid mot andra ytfartyg)
- Uppgiftsinhämtning
- Konvojtjänst (skyddande av civila fartyg)